# Somethin' Else
Somethin' Else е песен на американския рокабили музикант Еди Кокран. Песента е написана от Шерън Шийли, приятелката на Еди Кокран, и Боб Кокран, по-възрастния му брат. Издадена е през юли 1959 година. Текстът на песента разказва как Кокран иска кабриолет, който не може да си позволи, и момиче, което се страхува, че няма да излезе с него. В крайна сметка спестява пари и така си купува малко по-стара кола, както и изгражда самочувствие да покани момичето. Песента е написана на гърба на кибритена кутия. Ветеранът в студийните барабани Ърл Полмър свири същия барабанен бийт, както Чарлс Конър на Keep A-Knockin' от песента на Литъл Ричард. Но Еди Кокран не знае, че Шийли иска да дублира барабанения звук от записа на Литъл Ричард. Somethin' Else достига номер 22 в британската музикална класация, но е едва №58 в „Хот 100“ на „Билборд“.
Британската рок група „Лед Цепелин“ създава кавър версия на песента, която изпълняват в своя албум BBC Sessions от 1997 година.